# El Raval (Badalona)

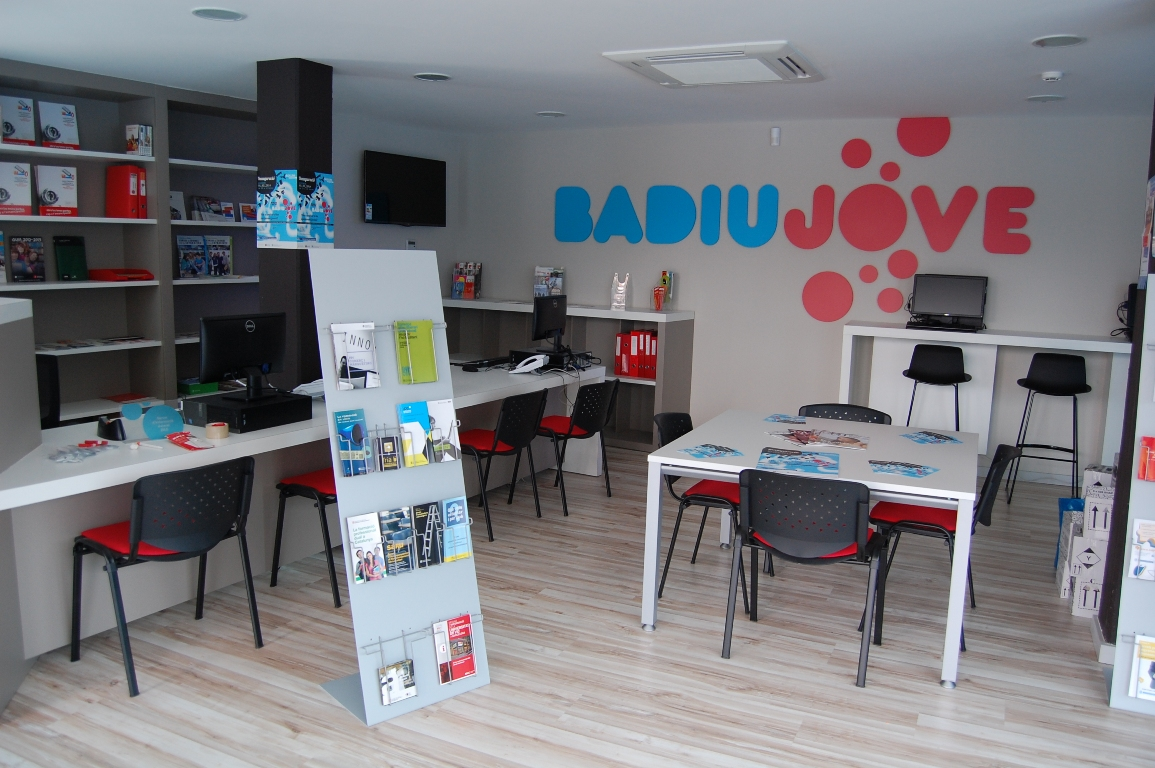
Badiu Jove

El Raval és un barri de Badalona (Barcelonès) que forma part del Districte V juntament amb Gorg, La Mora, Congrés i Can Claris. Limita amb els districtes de Progrés, Can Claris, Sistrells, Nova Lloreda i Coll i Pujol.
Al padró de 2012, el barri de El Raval té 12.901 habitants, dels quals 4.408 (el 48,7%) són homes i 4.646 (el 51,3%) són dones. La població del barri representa al 4,1% d'habitants de tota la ciutat.

## Llocs d'interès
Al carrer Francesc Macià, fent cantonada amb Miquel Servet, trobem la Casa Antoni Lleal, o Can Pepus, una obra modernista de Joan Amigó i Barriga protegida com a bé cultural d'interès local.
El 2014, l'Ajuntament de Badalona va crear el Badiu Jove, un espai de trobada i informació per als joves de la ciutat.